# Пирожки (Курганская область)
Пирожки́ — упразднённая к 1987 году деревня  Каргапольском районе Курганской области России.  Входила на год упразднения в состав Осиновском сельсовете.

## География
Располагалась в лесостепной чернозёмной полосе, на правом берегу реки Исеть, между деревнями Колмогорова и Мишагина, в 18 км к северо-западу от рабочего посёлка Каргаполье и в 100 км к северо-западу от города Кургана.

## История

### Археологический памятник
В ближайшей окрестности находится курганный могильник «Колмогоровское-1 (Пирожки)». Возникновение его относят к раннему железному веку (VII век до н. э. — III век н. э.). Постановлением Администрации Курганской области № 518 от 23 сентября 1999 года включен в список памятников археологии.

### История деревни
Основана в первой трети XIX века. Входила в состав Осиновской волости Шадринского уезда Пермской губернии.
В «Списке населённых мест Пермской губернии» по состоянию на 1904 г. значится выселком, входившим в Колмогоровское общество Осиновской волости.
В конце июня — начале июля 1918 года установлена белогвардейская власть. В начале августа 1919 года восстановлена Советская власть.
В 1919 году деревня вошла в состав Колмогоровского сельсовета. В 1919—1923 годах сельсовет входил в состав Осиновской волости Екатеринбургской губернии, с 1923 года — Шадринского района Шадринского округа Уральской области, с 18 января 1924 года — Исетский район. 28 февраля 1924 года сельсовет передан в Каргапольский район Шадринского округа Уральской области. В 1934—1943 годах район входил в состав Челябинской области, 6 февраля 1943 года включен в состав образованной по Указу Президиума Верховного Совета СССР Курганской области. 17 октября 1972 года Колмогоровский сельсовет переименован в Нечунаевский сельсовет. 20 октября 1975 года Нечунаевский сельсовет упразднён, деревня вошла в состав Осиновского сельсовета.
В 1931 году, в начальный период коллективизации, в Пирожках насчитывалось 24 единоличных хозяйства и 34 семьи членов колхоза «Красноувалец». В 1950 году на основании решений общих собраний колхозы "Коневод" (д. Мишагина), "Доброволец" (д. Колмогорова), "Красноувалец" (д. Пирожки) Колмогоровского сельского Совета были объединены в укрупнённый колхоз им. Будённого.
На общем собрании 3 февраля 1956 года принято решение об объединении колхоза им. Будённого с колхозом "Память Ленина" (деревни Нечунаева, Ташкова). Объединённое хозяйство названо колхозом "Память Ленина".
На основании решения исполнительного комитета Каргапольского районного Совета депутатов трудящихся № 37 от 16 февраля 1968 года (протокол № 4) колхоз «Память Ленина» переименован в колхоз «Исетский».
Решением исполнительного комитета Каргапольского районного Совета депутат трудящихся № 68 от 6 марта 1975 года (протокол № 5) колхоз «Исетский» упразднён. Деревни Колмогорова и Пирожки присоединены к колхозу имени Калинина, а Нечунаева, Мишагина и Ташкова — к колхозу имени ХХII съезда КПСС.
Умерших жителей Пирожков хоронили на кладбище деревни Мишагина.
Решением Курганского облисполкома № 525 от 30 декабря 1987 года деревня Пирожки Осиновского сельсовета Каргапольского района исключена из перечня населенных пунктов Курганской области как сселившаяся.
27 сентября 2002 года на территории, ранее занимаемой Пирожками, бывшие жители деревни установили памятный деревянный поклонный крест, с надписью следующего содержания: «На этом месте в период с 1830 по 1987 г. находилась д. Пирожки. Проживало 259 чел. В годы Великой Отечественной войны на фронт ушло 36 чел., не вернулось — 19 чел.». Через год, по предложению военкома Курганской области, генерала Владимира Усманова, начались общественные акции по установке Памятных знаков, увековечивающих названия других, исчезнувших с административной карты области населённых пунктов.
В. В. Струганов, чьи предки по материнской линии проживали в соседней Колмогоровой:
В Пирожках у нас раньше была довольно многочисленная родня: три бабушкиных брата. Их отец – Смольников Степан – погиб ещё в Гражданскую, воюя против колчаковцев (...). Деревня была небольшая, клуба в ней не было. Вместе с Колмогоровой, отдалёнными Мишагиной и Нечунаевой входила в состав колхоза «Память Ленина». Весной, когда разливалась Исеть, для пирожовских ребят, учившихся в Колмогоровской начальной школе, незаметное расстояние в 1,5 километра часто становилось непреодолимым (…)
Теперь уже и не различить следов стоявшей здесь некогда деревеньки со смешным, на первый взгляд, но таким домашним названием “Пирожки”. Разделила она незавидную участь многих других. Словно растворилась незаметно. Ни брёвнышка, ни колышка. Ровная поляна, с невысокой, выгоревшей на солнце, травой. И всего несколько ив. Да неподалёку, под горой, у края поля – знакомая с детства берёзовая рощица Подвалка .

## Население
| Численность населения, чел. | Численность населения, чел. | Численность населения, чел. |
| 1904                        | 1926                        | 1987                        |
| --------------------------- | --------------------------- | --------------------------- |
| 187                         | 266                         | 0                           |

Национальный состав
- По данным переписи 1926 года проживало 266 человек, все русские.

## Известные уроженцы, жители
- Авдеев Герасим Иванович (1925—1992) — советский конструктор, Лауреат Государственной премии СССР.
- Колмогоров Михаил Иванович (1920—1986) — советский военнослужащий, полковник, участник Великой Отечественной и Советско-японской войн[10].